# Hans Wehr
Hans Bodo Gerhardt Wehr, né en 1909 à Leipzig et mort en 1981 à Münster, était un lexicographe et orientaliste, professeur d'université.